# 出村美苗
出村 美苗（でむら みなえ・1983年2月15日 - ）は、福井県出身のタレント、女性モデル。所属事務所は、ネットアージュ（商業モデルとして）、スカイコーポレーション（役者として）。
タレントとしては「MINAE」名義で活動している。

## 人物
- 趣味：ネイルアート、ウィンドウショッピング、ゴルフ、ヘアーアレンジ
- 特技：器械体操、飛び込み（飛び込みコーチライセンスと審判資格を持っている）
- 兄が1人いる[1]。

## 主な活動

### レースクイーン
- SUPER GT「Mobil1」レースクイーン（2006年～2012年）

### イメージガール
- エステティックサロン「トルクェ」（2005年～2007年）
- ジェイゴルフ（2006年）
- キリンビール「KIRINジョッキーズ」（2006年～2012年）
- オーストラリアGold Coastレディ（2006年）
- FASHION CRUISEイメージガール（2007年）
- たかの友梨ビューティクリニック（2010年）
- socieヘアーサロン（2010年）
- ジョージア（2010～2012年）

### CM
- コーセー「ソフティモ」
- ハウステンボス

### テレビ出演
- 瞳（NHK・2008年） - 清水和歌子役
- 大人の自由時間（BS11・2008年7月18日） - モデル出演
- うぇぶたま（テレビ東京）
- オビラジR（TBS）
- オールスター感謝祭（TBS系） - アシスタント
- 京パチだ・い・す・き（KBS京都）
- Teen Age Garden ～キメ！執事～（テレビ神奈川・2011年10月14日）
- TEENAGE PARTY キメ★パピチ（テレビ神奈川・2012年4月 - ）レギュラー

### その他
- 神戸コレクション
- 渋谷コレクション
- 東京コレクション
- FIVBワールドカップバレーボール2007（2007年11月～12月）- 開会式と表彰式でプラカードガールとして出演
- 全日本カラオケグランプリ2007（中野サンプラザ・2007年11月23日／12月16日テレビ東京系にて放映）- 楠真依と共にアシスタントとして出演[2]
- フォトイメージングエキスポ2008（東京国際展示場・2008年3月19日～21日） - オリンパスブース
- ボクシング世界フライ級ダブルタイトルマッチ（代々木第一体育館・2008年7月30日） - ラウンドガール
- 映画「あにき」高村沙織役
- DVD「水田豆二郎」キャシー役